# David Baker
David Baker (* 6. října 1962 Seattle) je americký biochemik a počítačový biolog. Věnuje se zejména oblasti počítačového návrhu proteinů a předpovídání jejich trojrozměrných struktur. Vede výzkumnou skupinu na Washingtonské univerzitě.
Počítačové programy umělé inteligence vyvinuté Bakerem a jeho skupinou jsou klíčové v oblasti předpovídání struktury proteinů. Jeho skupině se v roce 2003 podařilo navrhnout zcela nový protein. Od té doby navrhuje i další nové proteiny, včetně takových, které lze použít jako léčiva, vakcíny, nanomateriály a malé senzory. Jeho skupina k předpovídaní struktury proteinů provozuje mimo jiné projekt Rosetta@home založený na distribuovaných výpočtech a obdobně zaměřenou on-line počítačovou hru Foldit. Za svou práci v oblasti počítačového návrhu proteinů získal v roce 2024 půlku Nobelovy cenu za chemii; druhá polovina připadla Johnu M. Jumperovi a Demisi Hassabisovi za vývoj AlphaFold, programu pro predikci struktury proteinů.
Narodil se v roce 1962 v židovské rodině v Seattlu ve státě Washington, jeho otec byl fyzik a matka geofyzička. Vystudoval filozofii a společenské vědy na Harvardově univerzitě, pak se však začal věnovat biochemii a proteinovým strukturám. V roce 1989 získal doktorát z biochemie na Kalifornské univerzitě v Berkeley v laboratoři Randyho Schekmana, nositele Nobelovy ceny za fyziologii a lékařství, kde se zabýval převážně proteiny v kvasinkách. Poté pracoval ve skupině Davida Agarda na Kalifornské univerzitě v San Francisku. Od roku 1993 vede vlastní výzkumnou skupinu na lékařské fakultě Washingtonské univerzity, kde také působí také jako pedagog. Od roku 2000 také pracuje pro Lékařském institutu Howarda Hughese.
Je ženatý. Jeho manželka Hannele Ruohola-Baker je biochemička, mají spolu dvě děti.